# Wolfgang Curilla
Wolfgang Curilla, född 14 augusti 1942 i Hamburg, är en tysk jurist, politiker (SPD) och historiker. Han har publicerat två verk om Ordnungspolizeis inblandning i Förintelsen.